# AW Awards
The AW Awards pentru adulți industria camming și premiază atât persoanele fizice, cât și companiile conexe cu rol essențial în dezvoltarea afacerii de adult live streaming. Nominalizările la premii sunt prezentate de modele, studiouri, companii și clienți, iar câștigătorii sunt votați online de către aceiași oameni.
Câștigătorii sunt premiați, in functie de numarul de voturi, din 2015, în cadrul unei gale live organizată anual în Mamaia, România. Spectacolul are loc de obicei în ultima zi a AWSummit

## Platforme Live Cam

### Platforma Live Cam a Anului
- 2019: LiveJasmin
- 2018: LiveJasmin[6]
- 2017: LiveJasmin
- 2016: LiveJasmin[7]
- 2015: LiveJasmin

### Platforma Europeana Live Cam a Anului
- 2019: XLoveCam.com
- 2018: XLoveCam.com[8]

### Platforma Premium Live Cam a Anului
- 2019: Flirt4Free.com
- 2018: ImLive.com
- 2017: Flirt4Free.com
- 2016: LiveJasmin[9]

### Platforma Freemium Live Cam a Anului
- 2019: Stripchat[10]
- 2018: BongaCams
- 2017: BongaCams
- 2016: Chaturbate[11]

### Platforma emergentă Live Cam a anului
- 2018: Stripchat
- 2017: FireCams.com
- 2016: FreeWebcams.com
- 2015: CamPlace.com[12]

### Platforma Live Cam America de Nord
- 2019: StreamRay.com
- 2018: Chaturbate

### LGBT Live Cam Platform
- 2019: Flirt4Free.com
- 2018: Flirt4Free.com
- 2017: Flirt4Free.com
- 2016: Flirt4Free.com
- 2015: Flirt4Free.com[13]

### Cel Mai Bun Live Cam Network Software
- 2019: Stripchat[14]
- 2017: LiveJasmin

### Ca Mai Inovativa Platforma Live Cam
- 2019: CAM4
- 2018: CAM4
- 2017: Chaturbate
- 2016: Chaturbate
- 2015: CamContacts.com

### Cel Mai Bun VR Live Cam Platform
- 2017: CAM4VR

### Cel Mai Bun Serviciul de asistență Chathosts
- 2019: LiveJasmin
- 2017: LiveJasmin

## Servicii de afaceri online

### Compania generală a anului
- 2019: FreeWebcams.com
- 2018: PornHub.com

### Compania de Plati Anului
- 2018: Paxum.com
- 2017: Paxum.com
- 2016: Paxum.com
- 2015: Paxum.com

### Compania Billing a Anului
- 2017: Verotel

### Compania de trafic a anului
- 2018: DivaTraffic.com
- 2017: DivaTraffic.com
- 2016: PlugRush.com

### Cel mai bun program CPA
- 2018: BitterStrawberry.com
- 2016: AuroraGlobal

### Cea mai bună companie de host
- 2018: Mojohost.com

### Tech & Inovatie
- 2017: Terpon.com

### Produs Pleasure
- 2017: Kiiroo

### Cele mai bune servicii de business
- 2019: BongaCams

### Cel mai bun brand de internet
- 2018: Chaturbate

### Cea mai bună platformă Monetizare
- 2018: BrokerBabe.com

### Cel mai bun furnizor Live- Camde White Label
- 2017: CamBuilder.com
- 2016: CamBuilder.com

### Cel mai bun program de afiliere Live-Cam
- 2017: BongaCash of BongaCams
- 2016: BongaCash of BongaCams
- 2015: PussyCash of ImLive.com

### Cele mai bune servicii CMS
- 2018: ModelCentro.com
- 2017: ModelCentro.com
- 2016: ModelCentro.com[15]
- 2015: ModelCentro.com[16]

## Companii de știri și mass-media

### Cele mai bune știri sau comunitate online
- 2016: XBIZ
- 2015: AVN

## Proprietarii de afaceri și reprezentanții companiei

### Omul de afaceri al anului
- 2017: Karoly Papp de la LiveJasmin
- 2016: Shay Efron de la ImLive[17]
- 2015: Patrick K from XLoveCam

### Femeia de Afaceri a Anului
- 2017: Shirley Lara de la Chaturbate

### Reprezentantul Companiei
- 2017: Andra Chirnogeanu de laStudio 20
- 2016: Zsolt Kovacs de la AWEmpire

## Studiouri

### Live Cam Studio al Anului
- 2025: Sassy Studio
- 2024: Sassy Studio
- 2023: Sassy Studio
- 2022: Sassy Studio
- 2021: Sassy Studio
- 2020: Studio 20
- 2019: Studio 20
- 2018: Studio 20
- 2017: Studio 20[18]
- 2016: Studio 20[19]
- 2015: Lucky Studio

### Shining Studio al Anului
- 2019: Smart Chat Studio
- 2018: BSmart Studio
- 2017: Glamour Studio

### Cel Mai Bun Studio Emergent
- 2018: Money Studio
- 2015: Studio 20

### Cel Mai Profesionist Studio
- 2019: Paradiz
- 2018: BEST Studios

### Cel Mai Bun Program de Training
- 2019: Rich Girls Studio
- 2018: Rich Girls Studio

### Cel Mai Inovator Studio
- 2019: Models4Models
- 2016: AJ Studios

### Prezență de Marketing (studio)
- 2019: Studio 20
- 2018: Rich Girls Studio

### CSI Studio al Anului
- 2019: Contour Studio
- 2018: Contour Studio

### Studioul Rus al Anului
- 2019: Castalia Studio
- 2018: Castalia Studio

### Cel Mai Bun Studio Ucrainean
- 2019: First Lady Studio

### Studio European al Anului
- 2019: Rich Girls Studio
- 2018: Glamour Studio

### Cel Mai Bun Studio Românesc
- 2019: Studio 20

### Studio Columbian
- 2019: CM Studios

### Studio Latino-American
- 2019: Models1A
- 2018: AJ Studios

### Studio Nord-American
- 2019: Studio 20 Los Angeles

### Cel mai rafinat Studio
- 2019: BSmart Studio

### LGBT Live Cam Studio
- 2019: ABS Studio
- 2018: ABS Studio
- 2017: ABS Studio

## Performeri

### Fata Live Cam a Anului
- 2019: EvaDevine
- 2018: LexiMoon
- 2017: Hazina
- 2016: SuperbBianca[20]
- 2015: LittleRedBunny[21]

### Live Cam Boy al Anului
- 2019: Antonio Giorni
- 2018: IZZI
- 2017: Stefano
- 2016: Stefano[22]
- 2015: Chris Aron

### Modelul transgender al anului
- 2017: Thippy69
- 2016: Kelly Pierce

### Cel mai bun Entertainer
- 2019: Arianna Eden
- 2017: HottyTEEN69
- 2016: Devious Angell[23]

### Celebritate pe Internet
- 2019: Vicky Dutchess
- 2018: AlexisFaye

### Web Star Model
- 2018: Megan Kroft
- 2017: Khandi Rogers[24]
- 2016: Livia Choice
- 2015: SeductiveGoddess

### Cel mai bun nou venit
- 2019: Ashley Moretti
- 2018: Madelene Ray
- 2016: Taniusha
- 2015: PatriciaGoddess

### Modelul glamour al anului
- 2019: Agnes Desire

### Modelul Fetiș al Anului
- 2019: Mistress Kennya
- 2018: GlamyAnya
- 2017: GlamyAnya
- 2016: SeductiveGoddess[25]
- 2015: EmmaWild

### Modelul Anului Freemium
- 2018: CindyXLove

### Modelul Premium al Anului
- 2019: Ella Preston
- 2018: Lora Henderson

### Cel Mai Bun Cuplu
- 2019: FuckingHotCouple
- 2018: Emma & Eddie Lovett

### Modelul Nord-American
- 2019: LittleRedBunny
- 2018: Lindsey Banks

### Modelul Latino-American
- 2019: AngelDee
- 2018: AngelKiuty

### Modelul Columbian al Anului
- 2019: Alejandra Roa

### Modelul European
- 2019: DeepestEyes
- 2018: BeverlyHill

### Modelul Rus al Anului
- 2019: Trisha Star

### Modelul Ucrainean al Anului
- 2019: GirlPlayBoys

### Modelul CSI al anului
- 2019: Becki White

### Modelul Român al Anului
- 2019: Anastasia Roberts

### Cel mai bun site solo
- 2017: EvaDevine
- 2016: PatriciaGoddess[26]

## Premii Onorifice

### 2019
- 2019: Mugur Frunzetti
- 2019: Bashir Q
- 2019: Felix Cristea

### 2018
- 2018: Aurora Global
- 2018: LALExpo
- 2018: StreamRay
- 2018: Thomas Skavhellen
- 2018: FlirtStudio
- 2018: ZoriStudio
- 2018: Jasmin Academy

### 2017
- 2017: Paxum
- 2017: Flirt4Free
- 2017: LittleRedBunny
- 2017: Chaturbate

### 2016
- 2016: NightProwl Studio[27]
- 2016: CAM4
- 2016: Payout Magazine

### 2015
- 2015: Gorgeous Luan
- 2015: Julius Fubar
- 2015: György Gattyán
- 2015: Razvan Alexandrescu

## References
1. ↑  Rhett Pardon (11 iunie 2016). „2016 AW Awards Winners Announces”. XBIZ.
2. ↑  „AWSummits AW Awards revine in Mamaia in iunie”. AVN.
3. ↑  „Al treilea AW Summit anual o sa prezinte premiile AW Awards”. YNot.
4. ↑  „AWSummit Reports Successful 2017 Show”. XBIZ.
5. ↑  „AWSummit Official Page”. AW Media.
6. ↑  „Au fost anunțați câștigătorii premiilor AW 2016”. Wikipedia.
7. ↑  „Au fost anunțați câștigătorii premiilor AW 2016”. Wikipedia.
8. ↑  „APlatforma Europeana Live Cam a Anului AW 2018”. Wikipedia.
9. ↑  „Au fost anunțați câștigătorii premiilor AW 2016”. Wikipedia.
10. ↑  „Hero of the live adult entertaintment industry Stripchat wins 2 AW Awards”. Stripchat.
11. ↑  „2016 AW Awards winners announced”. Wikipedia.
12. ↑  „CamPlace câștigă cel mai bun camsite emergent la aw awards”. XBIZ.
13. ↑  „Flirt4Free câștigă cel mai bun gay cams la AW Awards”. XBIZ.
14. ↑  „Eroul industriei de divertisment pentru adulți live, Stripchat câștigă 2 premii AW”. Stripchat.
15. ↑  „Modelcentro câștigă cea mai bună platformă CMS la AW Awards”. XBIZ.
16. ↑  „ModelCentro câștigă premiul AW 2015 pentru cea mai bună platformă cms”. XBIZ.
17. ↑  „Shay Efron interviu cu omul de afaceri al anului din premiile AW”. AWNews. Arhivat din original la 9 ianuarie 2021. Accesat în 29 martie 2021.
18. ↑  „Studio 20 a câștigat studioul cam al anului la AW Awards”. AVN.
19. ↑  „Studio 20 este mândrul câștigător al premiului pentru cel mai bun camstudio”. AWNews. Arhivat din original la 22 ianuarie 2021. Accesat în 29 martie 2021.
20. ↑  „Au fost anunțați câștigătorii premiilor AW 2016”. Wikipedia.
21. ↑  „LittleRedBunny a fost desemnată cam girl of the year la 2015 AW Awards”. XBIZ.
22. ↑  „Flirt4Free Modelul Stefano câștigă premiile AW CamBoy 2016 ale anului”. AVN.
23. ↑  „Au fost anunțați câștigătorii premiilor AW 2016”. Wikipedia.
24. ↑  „KhandiRogers este câștigător la AW Awards”. AWNews. Arhivat din original la 13 februarie 2019. Accesat în 29 martie 2021.
25. ↑  „Câștigătorii premiilor AW 2016 au fost anunțați”. Wikipedia.
26. ↑  „Patricia Goddess câștigă cel mai bun site solo la AW Awards 2016”. AWNews. Arhivat din original la 9 ianuarie 2021. Accesat în 29 martie 2021.
27. ↑  „Romanian Live Cam Studio”. AW Media.